# Daniela Oltean
Daniela Oltean (Cluj-Napoca, 24 juli 1980) is een Roemeens voormalig langebaanschaatsster. Ze was allrounder met een voorkeur voor de middellange afstanden (1500 en 3000 meter). Ze is in het bezit van het nationale record op de 5000 meter.

## Biografie
Oltean deed in 1997 voor het eerst mee aan internationale wedstrijden, een wereldbekerwedstrijd in Heerenveen. Hetzelfde seizoen nam ze deel aan het WK junioren, evenals aan de edities van 1999 en 2000, in 2000 behaald ze met de 15e plaats haar hoogste notering.
Oltean was jarenlang een vaste klant op het EK Allround, ze deed vanaf 1999 acht maal op rij mee. In 2007 ontbrak ze, maar op het EK's van 2008, 2009 en 2010 was ze weer present. In 2001 werd ze dertiende tijdens dit toernooi, een prestatie die ze in 2004 herhaalde.
Daniela Oltean was de vierde vrouw die voor Roemenië op het WK Allround uitkwam. Mihaela Dascalu (8× van 1991-1998), Cerasela Hordobetiu (6× van 1992-1997) en Dana Ionescu (in 1996 en 1998) namen voor haar deel aan het WK Allround. Op het WK Allround van 2003, waar ze als reserve de opengevallen plaats van Hongarije mocht invullen, eindigde ze op de 23e plaats.
Op de Olympische Spelen van 2002 nam Oltean deel op de 1500 en 3000 meter, waar ze respectievelijk op de 36e en 29e plaats eindigde. In Turijn (OS 2006) nam Oltean op de 1000, 1500 en 3000 meter deel, waar ze respectievelijk op de 35e, 35e en 26e plaats eindigde.
Ze nam ook driemaal deel aan de WK Sprint, in 2006 werd ze 30e, in 2007 29e en in 2008 32e.

## Persoonlijke records
| Afstand    | Tijd    | Datum            | Baan           |
| ---------- | ------- | ---------------- | -------------- |
| 100 meter  | 11,46   | 2 maart 2003     | Inzell         |
| 500 meter  | 41,11   | 2 november 2013  | Calgary        |
| 1000 meter | 1.19,53 | 19 november 2005 | Salt Lake City |
| 1500 meter | 2.00,81 | 20 november 2005 | Salt Lake City |
| 3000 meter | 4.10,96 | 18 november 2005 | Salt Lake City |
| 5000 meter | 7.27,14 | 11 januari 2004  | Heerenveen     |

## Resultaten
| Jaar | NK Afstanden                 | NK Allround | EK Allround | WK Allround | WK Sprint | WK Afstanden       | Olympische Spelen             | WK Junioren |
| ---- | ---------------------------- | ----------- | ----------- | ----------- | --------- | ------------------ | ----------------------------- | ----------- |
| 1998 |                              |             |             |             |           |                    |                               | NC29        |
| 1999 |                              |             | NC23        |             |           |                    |                               | NC30        |
| 2000 |                              |             | NC19        |             |           |                    |                               | 15e         |
| 2001 |                              |             | 13e         |             |           |                    |                               |             |
| 2002 |                              | (k4k)       | NC19        |             |           |                    | 36e 1500m 29e 3000m           |             |
| 2003 | 500m · 1000m · 1500m · 3000m | (k4k)       | NC18        | NC23        |           | 22e 500m 19e 3000m |                               |             |
| 2004 | 500m · 1000m · 1500m · 3000m | (k4k)       | 13e         |             |           |                    |                               |             |
| 2005 |                              |             | NC23        |             |           |                    |                               |             |
| 2006 |                              |             | NC20        |             | 30e       |                    | 35e 1000m 35e 1500m 26e 3000m |             |
| 2007 |                              |             |             |             | 29e       |                    |                               |             |
| 2008 |                              |             | NC18        |             | 32e       | 7e achtervolging   |                               |             |
| 2009 |                              |             | NC23        |             |           |                    |                               |             |
| 2010 |                              |             | NC25        |             |           |                    |                               |             |
| 2011 |                              |             |             |             |           |                    |                               |             |
| 2012 |                              |             |             |             |           |                    |                               |             |
| 2013 |                              |             | NC23        |             |           |                    |                               |             |
| 2014 |                              |             | NC22        |             |           |                    |                               |             |

(k4k) = kleine vierkamp
NC# = niet aan de afsluitende vierde afstand deelgenomen